# Pójdźka leśna
Pójdźka leśna (Athene blewitti) – gatunek średniej wielkości ptaka z rodziny puszczykowatych (Strigidae). Endemiczny dla centralnych Indii. Gatunek zagrożony (EN – Endangered).

## Zasięg występowania
Pierwotnie gatunek znany jedynie z siedmiu okazów przywiezionych z północno-zachodniej Maharasztry oraz południowo-wschodniego stanu Madhya Pradesh. W roku 2000 zlokalizowano w Maharasztrze i Madhya Pradesh 25 osobników, w tym 3 pary w Taloda Forest Range i 7 par w Toranmal Forest Range. W 2004 roku w Toranmal (Maharasztra) znaleziono 12 osobników dorosłych i 7 młodych, jednak w lesie Toranmal nie napotkano żadnych. W 2006 roku doniesiono o parze pójdźki leśnej w Toranmal Forest. W trakcie wypraw w latach 2010–2011 odnaleziono zaledwie jedną parę w Toranmal Forest. W 2003 roku odnotowano 9 osobników w górach Satpura. W 2006 roku napotkano 24 osobniki w dwóch miejscach w dystrykcie Burhanpur i jednym w okolicach miasta Khandwa. W roku 2005 w rezerwacie Melghat Tiger Reserve zaobserwowano około 100 osobników. Odnotowywano ten gatunek także w Yawal Wildlife Sanctuary. Całkowity zasięg występowania szacowany jest na 55 300 km².

## Morfologia
Długość ciała wynosi około 22,9 cm, w tym dzioba ok. 2,2 cm i ogona 7,4 cm. Skrzydło mierzy 14,5 do 15,2 cm, skok 2,54 cm. Masa ciała wynosi około 240 g. Pójdźka leśna ma podobne cechy co pójdźka bramińska (Athene brama). Głowa, grzbiet, kuper i górna część piersi szarobrązowe, czasami lekko biało nakrapiane. Szlara biaława, podobnie jak i gardło. Dziób pomarańczowy do żółtego, tęczówki żółte. Boki pokryte nieregularnymi, szarobrązowo-białymi pasami; brzuch i pokrywy podogonowe białe. Sterówki szarobrązowe, przez środek biegnie biały pas. Nogi opierzone po stopy barwy żółtawej.

## Behawior
Żywi się jaszczurkami, małymi gryzoniami, pisklętami i jajami innych ptaków, konikami polnymi, żabami i gąsienicami. Głos terytorialny to miękkie uwww lub uh-wuuuw. Poza tym odzywa się syczącym szreeee lub kheek oraz powtarzanym kłaaak.

## Lęgi
Okres lęgowy trwa od października do maja. W lęgu dwa jaja. Gniazdo stanowi dziupla w miękkim drewnie. Inkubacja trwa około 30 dni. Młode pozostają w gnieździe 40 dni od wyklucia. Samiec może zabijać nieopierzone młode, jednak nie jest znana przyczyna tego zachowania.

## Status, zagrożenia i ochrona
Od 2017 IUCN klasyfikuje pójdźkę leśną jako gatunek zagrożony (EN – Endangered). Wcześniej miała ona status gatunku krytycznie zagrożonego wyginięciem (CR – Critically Endangered). Powodem zmiany klasyfikacji było odkrycie nowych stanowisk, w tym kilku dość licznie zasiedlonych przez te ptaki. Całkowita populacja szacowana jest na 250–999 dorosłych osobników (2018).
Z powodu nieregularnego rozmieszczenia i niewielkiej całkowitej liczebności trudno określić dokładnie zagrożenia. Miejsce pierwotnego odkrycia zostało zniszczone dla rolnictwa. Inne prawdopodobne zagrożenia to pożary lasów, wypasanie bydła i wycinka drzew do kominka i jako budulca. W monitorowaniu zasięgu i liczebności pójdźki leśnej pomóc może obrączkowanie. Gatunek został w 1997 ponownie odkryty po 113 latach. Pod koniec listopada 1997 dwa ptaki tego gatunku zlokalizowano na wysokości 460 m n.p.m. w północno-zachodnim stanie Maharasztra; wykonano również zdjęcia. Wcześniejsze stwierdzenia pochodziły z lat 1872–1884, kiedy to pozyskano łącznie 4 okazy. Przez kolejne 113 lat nie było pewnego stwierdzenia ptaków tego gatunku, a niektórzy ornitolodzy uznawali gatunek za wymarły.